# Nudomideopsidae
Nudomideopsidae (лат.) — семейство тромбидиформных водяных клещей из надсемейства Arrenuroidea (Parasitengona, Prostigmata).

## Описание
Микроскопического размера клещи (около 1 мм). Шовные линии кокс Cx-III/IV заканчиваются далеко перед генитальным полем; генитальное поле самца (с щелевидным гонопором) не сильно видоизменено, без крыловидных склеритов. Гнатосома с дорсодистальным голенным «когтем», выходящим далеко за пределы основания тарзуса; голени длиннее genua. Хелицеры 2-сегментные.
Небольшое семейство клещей, обитающих в родниках, гипореических гравиях и глубоких интерстициальных водах, может быть одной из самых древних базальных групп Arrenuroidea. Немногие известные виды Nudomideopsis из южной Евразии, Северной Америки и Новой Зеландии, Paramideopsis из западной части Северной Америки и Новой Зеландии и Neomideopsis из западной части Северной Америки встречаются в плохо изученных местах обитания и, возможно, представляют лишь небольшую часть мировой фауны этого семейства. Личинки являются паразитами комаров Chironomidae.

## Систематика
Известно более 30 видов, включая около 20 видов из Японии.
Семейство по данным Смита (Smith, 1990) отнесено к линии mideopsiform (кладе семейств) в составе Arrenuroidea (Parasitengona, Prostigmata). Ранее таксоны группы включали в состав Mideopsidae
- Allomideopsis Smith, 1990[6]
  - Allomideopsis wichitaensis (Smith) (юг США)
    - =Nudomideopsis (Allomideopsis) wichitaensis Smith.
- Neomideopsis
  - Neomideopsis siuslawensis Smith, 1983[8]
- Nudomideopsis Szalay, 1945 (=Allomideopsis Smith, 1990; Miuracarus Imamura, 1953; Stygomideopsis Tanasachi & Orghidan, 1955)
  - Nudomideopsis asagoensis (Imamura, 1962)
  - Nudomideopsis azaiensis (Imamura, 1958)
  - Nudomideopsis brevipalpis (Imamura, 1970)
  - Nudomideopsis crassipalpis (Imamura, 1970)
  - Nudomideopsis elliptica (Imamura, 1956)
  - Nudomideopsis fonticola (Tanasachi & Orghidan, 1955)
  - Nudomideopsis forkensis (Imamura, 1977)
  - Nudomideopsis kanazawaensis (Imamura, 1958)
  - Nudomideopsis kotiensis (Imamura, 1962)
  - Nudomideopsis kuscheli Cook, 1992
  - Nudomideopsis kyotoensis (Imamura, 1958)
  - Nudomideopsis latipalpis (Angelier, Decamps & Rey, 1963)
    - =Mideopsis latipalpis E.Angelier, 1963

  - Nudomideopsis longipalpis (Szalay, 1945)
  - Nudomideopsis magnacetabula (Smith, 1977)
    - =Mideopsis magnacetabula Smith, 1977

  - Nudomideopsis maryae Smit, 2009
  - Nudomideopsis mitoensis (Imamura, 1958)
  - Nudomideopsis miurai (Imamura, 1957)
  - Nudomideopsis morimotoi (Imamura, 1957)
  - Nudomideopsis motasi (Petrova, 1966)
  - Nudomideopsis nobilis Cook, 1992
  - Nudomideopsis odatensis (Imamura, 1962)
  - Nudomideopsis okayamaensis (Imamura, 1958)
  - Nudomideopsis papillosa (Imamura, 1957)
  - Nudomideopsis parva Cook, 1992
  - Nudomideopsis rundiformis (Imamura, 1957)
  - Nudomideopsis takefuensis (Imamura, 1958)
  - Nudomideopsis tsushimaensis (Imamura, 1970)
  - Nudomideopsis uenoi (Imamura, 1958)
  -  ?Nudomideopsis wichitaensis Smith, 1990 (с 2015 в Allomideopsis)[6]
  - Nudomideopsis yokotai (Imamura, 1962)
- Paramideopsis Smith, 1983
  - Paramideopsis kyphus Cook, 1992
  - Paramideopsis regalis Cook & Hopkins, 1998
  - Paramideopsis susanae Smith, 1983[8]

## Распространение
Встречаются в Северной Америке, Европе и Новой Зеландии. В Европе известен один редкий вид — Nudomideopsis latipalpis, известен только в четырех местах во Франции, Хорватии, Болгарии и Черногории.